# Dôlops (filho de Lampo)
Dôlops (em grego: Δόλοψ; romaniz.: Dólops), segundo a mitologia grega, era um filho de Lampo e neto do rei de Troia Laomedonte. Segundo a Ilíada, ele confrontou Meges em batalha e poderia tê-lo matado se seu corsolete não fosse forte. Conforme Meges retrocedeu, Menelau, rei de Esparta, atacou Dôlops pela retaguarda e matou-o, após o qual os gregos removeram sua armadura.